# Stir di Caivano
Lo Stabilimento di Tritovagliatura e Imballaggio Rifiuti (in sigla: STIR) è un impianto di trattamento dei rifiuti solidi urbani ubicato nei pressi di Caivano, nella città metropolitana di Napoli.

## Descrizione
Costruito nel 2001 grazie alla concertazione tra pubblico (Regione Campania) e privato (F.I.B.E. S.p.A., società del Gruppo Impregilo), lo stir di Caivano tratta i rifiuti (della tipologia detta "tal quale") da avviare poi negli impianti di termovalorizzazione (Acerra). Dal 2013 l'impianto è passato dalla Partenope Ambiente alla A2A. È in grado di trattare circa 360.000 tonnellate di rifiuto urbano indifferenziato all'anno, producendo una frazione secca in gran parte destinata ad alimentare il termovalorizzatore di Acerra.
L'impianto è dotato di una fossa di ricezione, di tre stabilizzatori, di un'avanfossa di stoccaggio, di un edificio di pre-raffinazione e di un piazzale di scarico. I biofiltri assicurano il rispetto delle norme di sicurezza e di emissione in materia ambientale. Nonostante ciò, si sono verificate in passato vertenze sulla qualità dei rifiuti e sulla difficoltà di esportazione all'estero.